# تفسير ابن فورك (كتاب)
تفسير ابن فورك من الكتب المؤلفة في تفسير القرآن بالرأي. ومؤلفه هو محمد بن الحسن بن فورك، الأستاذ أبو بكر الأنصاري الأصبهاني. هو من أعلام الأشاعرة، وقد اهتم مؤلفه بالآيات المشكلة المختلف في تأويلها عند فرق المسلمين خاصة مسألة الأسماء والصفات ونحوها.
يتبع الكتاب طريقة تفسير القرآن الكريم بالرأي، أي: بالنظر المجرَّد الذي لا يخالف اللغة، بل يستعين بمناهجها، ولا يخالف السنة، بل يعتمد على الصحيح من أسانيدها إن صحَّت عنده، ولا يناقض تفسير الصحابة المأثور، ولا أسباب النزول التي صحَّت بسند صحيح.

## مؤلفه
ومؤلفه هو أبو بكر محمد بن الحسن بن فورك (ت406هـ) وهو متكلم، أصولي، أديب، نحوي، واعظ، ورد نيسابور، فبنى له بها مدرسة ودارًا، وبلغت مصنفاته في أصول الفقه والدين ومعاني القرآن قريبًا من مائة مصنف، دُعي إلى مدينة غزنة وجرت له بها مناظرات كثيرة.

## منهج ابن فورك في تفسيره
هو منهج التفسير بالرأي، وهو عبارة عن تفسير القرآن بالاجتهاد بعد معرفة المفسِّر لكلام العرب ومناحيهم في القول، ومعرفته للألفاظ العربية ووجوه دلالاتها، واستعانته في ذلك بالشعر الجاهلي، ووقوفه على أسباب النزول، ومعرفته بالناسخ والمنسوخ من آيات القرآن، وغير ذلك من الأدوات التي يحتاج إليها المفسِّر.

## الآراء

### الثناء
أولًا: أثنى العلماء الكبار على تفسيره فهذا ابن العربي المالكي يثني على بعض التفاسير وذكر منها تفسير ابن فورك فقال: «وكتاب ابن فُوْرَك وهو أقلها حجماً وأكثرها علماً وأبدعها تحقيقاً».

### النقد
ذهب بعض علماء المسلمين إلى نقد التفسير من النواحي العقدية؛ حيث إن مؤلفه ابن فورك أوَّل بعض الصفات، وقالوا: إنه خالف في ذلك جماهير علماء السلف، وممن انتقدوا هذا التفسير ابن تيمية.